# Estação Institut Kultury
Institut Kultury (ou Instytut Kultury) é uma das estações terminais da linha Moskovskaya do metrô de Minsk, na Bielorrússia.